# Angostura F.C.
El Angostura Fútbol Club es un club de fútbol profesional Venezolano  con sede en Ciudad Bolívar, estado Bolívar. Actualmente juega en la segunda división de Venezuela y disputa sus partidos como local en el Estadio Ricardo Tulio Maya.
Fue fundado el 1 de diciembre de 2007 en Ciudad Bolívar, llegando a jugar en la temporada 2013-2014 en la ciudad de Maturín. Descendió por primera de la primera en 2024 tras haber conseguido el descenso de la Segunda División.

## Historia
El nombre del club se originó del antiguo nombre de la capital del estado Bolívar Angostura hasta 1846, otros señalan que debe su nombre al muy conocido Puente de Angostura.
Comienza su historia en las competiciones nacionales de la Federación Venezolana de Fútbol en el torneo de Tercera División de Venezuela de la temporada 2008/09. En el Apertura 2008, el equipo de Ciudad Bolívar obtiene un pobre rendimiento en su debut en la categoría: sólo 3 unidades en 6 partidos, sin conseguir ninguna victoria durante el torneo. Para el Clausura 2009 las cosas serían muy distintas: Termina el torneo en 2.º lugar del Grupo Oriental, manteniéndose invicto durante todo el torneo, solo por diferencia de goles, no logra el ascenso a la Segunda División B de Venezuela al tener +5 y el equipo de Inter Anzoátegui +6, ambas escuadras lograron la misma cantidad de puntos (14).
Para la temporada 2009/10, Angostura FC participa en la Segunda División de Venezuela, gracias al intercambio de cupos con el descendido Minervén Fútbol Club; saltando de esta forma dos divisiones (Tercera División y Segunda División B). En el Apertura 2009, termina en la decimotercera posición, logrando un total de 13 puntos en 16 partidos. Para el Clausura 2010, logra mejores resultados en referencia al Torneo Apertura, ubicándose en la 3.ª posición, con una suma total de 33 unidades, producto de 10 triunfos, 3 empates y tan solo 2 derrotas. En la tabla acumulada en la temporada, termina en la posición 11, con 33 puntos, manteniendo la categoría.
En la temporada 2010/11, culmina en la quinta casilla del grupo Centro-Oriental del Torneo Apertura, logrando 22 puntos y sólo 5 victorias durante el torneo. En el Clausura 2011, Angostura FC mejora notablemente su rendimiento, y logra gsnar el Grupo Centro-Oriental con un total de 41 unidades, producto de 13 triunfos, 2 empates y solamente 3 derrotas, logrando avanzar hacia la serie final de dicha temporada, que otorgaría 2 cupos para la Primera División de Venezuela. Los rivales de esa serie fueron: Llaneros de Guanare campeón del Grupo Centro-Occidental en el Apertura 2010, Tucanes de Amazonas, campeones del Grupo Centro-Oriental en el Apertura 2010 y el Real Bolívar campeones del Grupo Centro-Occidental del Clausura 2011, el equipo no lograría obtener el ascenso a Primera División, en esa oportunidad fueron Llaneros y Tucanes quienes lograron el ascenso.
En el Apertura 2011, el equipo del estado Bolívar mostró un buen rendimiento futbolístico, finalizando el torneo en el 3.er. lugar del Grupo Centro-Oriental, obteniendo 4 victorias a lo largo del torneo, lo que le permitió clasificar al Torneo por el Ascenso a Primera División de Venezuela de esa temporada. Con un sólido rendimiento, termina el Torneo por el Ascenso en la tercera posición, a tan sólo 2 puntos de Portuguesa FC que, junto a Atlético Venezuela serían los que lograran ascender en dicha temporada, Angostura obtuvo 29 unidades, producto de 9 victorias, 2 empates y 7 derrotas.Continúa su participación en la Segunda División de Venezuela en la temporada 2012-2013, en búsqueda nuevamente de luchar para clasificar al torneo de Ascenso. Participó en la edición 2012 de la Copa Venezuela donde eliminó en la primera fase al Monagas Sport Club y sería eliminado en la siguiente ronda por el Real Esppor quien lograría ser semifinalista de la edición de 2012 del torneo.
Para el Torneo Clasificatorio 2013, jugarán en la ciudad de Maturín, debido al cambio de sede. En dicho torneo, el equipo suma un total de 27 puntos, finalizando en la cuarta posición del grupo Centro-Oriental, logrando así clasificarse a la Serie de Ascenso 2014, donde termina en la octava casilla de 10 participantes, sumando sólo 5 triunfos en 18 compromisos, permaneciendo así una temporada más en la categoría de plata del balompié venezolano. En la temporada 2014-2015 con el regreso del equipo a Ciudad Bolívar el auriazul finaliza en el sexto lugar con 18 jugados con un saldo de 7 victorias, 4 empates, 7 derrotas con un saldo de 20 goles a favor 21 en contra 27 puntos en total.
En el Adecuación 2015 con un cambio de nombre de grupo Centro Oriental a grupo Oriental Angostura FC quedaría de último lugar en su grupo con un registro de 10 partidos jugador con 1 victoria, 0 empates y 9 derrotas, con 3 puntos sumados en total y con 4 goles a favor para terminar recibiendo 22 goles en contra. Una nueva temporada comienza y para la temporada 2016 tuvo un repunte pero a pesar de eso no logró la clasificación el equipo quedaría en el cuarto lugar de su grupo. Con 46 puntos en 28 partidos jugados, 14 juegos ganados, 4 empates conseguidos, 10 derrotas con 45 a favor y 38 en contra. Para la temporada 2017 en el grupo Oriental fue una de las mejores temporadas del equipo quedando de segundo lugar con 28 partidos jugados, 14 triunfos, 3 empates y 11 juegos derrotados con registros de 41 goles anotados a los rivales, 37 goles recibidos logrando un total de 45 puntos haciendo que avanzara a la siguiente fase quedando en grupo Hexagonal 4. Quedando emparejados con Gran Valencia, Academia Puerto Cabello, Ureña SC, Petroleros de Anzoátegui, U.L.A FC. En esta fase no tuvo buena suerte del equipo donde en esta oportunidad Angostura FC quedó antepenúltimo con 13 puntos conseguidos, en 9 encuentros disputados, 4 juegos ganados, 1 empate conseguido, 4 derrotas con 8 goles a favor y 9 goles recibidos.
La temporada 2018 hubo un cambio de formato en el Apertura en el Grupo Centro Oriental en 20 partidos jugados, el auriazul obtuvo 6 triunfos, consiguió 5 empates, 9 derrotas con 21 goles a favor recibiendo 27 goles en puerta. Teniendo 23 puntos y quedando en la séptima posición del grupo.
Durante la temporada 2019 en el Apertura del Grupo Oriental en 12 partidos jugados, el auriazul obtuvo 7 victorias, consiguió 4 empates y 1 derrota con 17 goles a favor y recibiendo 5 goles en contra. Teniendo 25 puntos y quedando en el primer lugar del grupo. Consiguiendo así su primer liderato durante el Torneo Apertura del Grupo Oriental de Segunda División, mostrando una gran sólidez ofensiva y defensiva durante el Torneo. En la temporada 2019 en el Clausura del Grupo Oriental en 12 partidos jugados, el auriazul obtuvo 7 victorias, consiguió 4 empates y 1 derrota con 26 goles a favor y recibiendo 11 goles en contra. Teniendo 25 puntos y quedando en el primer lugar del grupo. Consiguiendo así su segundo liderato durante el Torneo Clausura del Grupo Oriental de Segunda División, mostrando una gran sólidez ofensiva y defensiva durante el Torneo. Consiguiendo así el Torbellino Auriazul una racha de partidos invicto durante 11 partidos, siendo uno de los mejores registros a nivel de clubes de un club venezolano en cualquier división de la liga local hasta la fecha y sucedió en el [[Torneo Clausura 2019 de Segunda División 
(Venezuela)|Torneo Clausura 2019 de Segunda División]].

En 2022 se corona campeón de la Segunda División luego de vencer a la Academia Anzoátegui en la final tras un marcador global de 4-2, obteniendo de esta manera el ascenso a la Liga Futve por primera vez.
```
                                          EL ASCENSO A PRIMERA Y DESAPARICIÓN
```

El Angostura FC ascendió a la Primera División de Venezuela y disputó dos temporadas del torneo; sin embargo obtuvieron resultados irregulares. En el Torneo Apertura 2024 de Venezuela tuvieron un buen rendimiento y clasificaron para los cuadrangulares. En el Torneo clausura su rendimiento bajó considerablemente y casi tocó fondo.
La mala situación deportiva y económica conllevó a sus dirigentes a  desaparecer al Angostura FC luego 16 años compitiendo. Con pocos hinchas en el estadio del equipo de la Ciudad Bolívar, contribuyó a que el equipo no se asentara en el fútbol venezolano.
Finalmente su plaza en la  Primera División de Venezuela fue tomada por un nuevo equipo la el  Academia Anzoátegui Fútbol Club 

## Palmarés
- Segunda División de Venezuela (1): 2022.

## Datos del club
1. Temporadas en 1.ª División: 2 (Primera División de Venezuela 2023) a (Primera División de Venezuela 2024)
2. Temporadas en 2.ª División: 14 (2009-10 a 2022 y 2025)
3. Temporadas en 3.ª División: 1 (2008/09)

## Jugadores

### Altas y bajasSegunda División de Venezuela 2025
| Altas |

| Jugador              | Posición      | Procedencia         | Tipo                  |
| -------------------- | ------------- | ------------------- | --------------------- |
| Alejandro Gutierrez  | Portero       | Angostura F.C.      | Categorías inferiores |
| Gabriel Garcia       | Defensa       | Angostura F.C.      | Categorías inferiores |
| Francisco Mayorga    | Defensa       | Angostura F.C.      | Categorías inferiores |
| Ángel Peinado        | Defensa       | Angostura F.C.      | Categorías inferiores |
| Kevin Borges         | Mediocampista | Angostura F.C.      | Categorías inferiores |
| Carlos Barrios       | Delantero     | Angostura F.C.      | Categorías inferiores |
| Yhorjani Rojas       | Defensa       | Angostura F.C.      | Categorías inferiores |
| Frannaicel Sinza     | Delantero     | Angostura F.C.      | Categorías inferiores |
| Dorian Hernandez     | Mediocampista | Angostura F.C.      | Categorías inferiores |
| Wuilker Medina       | Defensa       | Angostura F.C.      | Categorías inferiores |
| Joaquín Zappacosta   | Delantero     | Hercílio Luz        | Agente libre          |
| Andrés D'Agostino    | Delantero     | Santa Rosa EC       | Agente libre          |
| Roberoscar Rivas     | Defensa       | AIFI                | Agente libre          |
| Francisco Jaimes     | Mediocampista | Deportivo La Guaira | Agente libre          |
| Nelson García        | Mediocampista | Trujillanos         | Agente libre          |
| Alexis Torres        | Portero       | Bolívar SC          | Agente libre          |
| Yonaiker Martínez    | Delantero     | Héroes de Falcón    | Agente libre          |
| Carlos Gorrochotegui | Mediocampista | Deportivo Miranda   | Agente libre          |

| Bajas |

| Jugador             | Posición      | Destino                  | Tipo          |
| ------------------- | ------------- | ------------------------ | ------------- |
| Gleiker Mendoza     | Delantero     | F. C. Kryvbas Kryvyi Rih | Cesión        |
| José Lovera         | Defensa       | Anzoátegui Fútbol Club   | Agente libre  |
| Antony Velasco      | Delantero     | Anzoátegui Fútbol Club   | Agente libre  |
| Moisés Gallo        | Portero       | Anzoátegui Fútbol Club   | Agente libre  |
| Juan Silgado        | Defensa       | Anzoátegui Fútbol Club   | Agente libre  |
| Jhon James Pacheco  | Mediocampista | Anzoátegui Fútbol Club   | Agente libre  |
| Adrián Montañez     | Defensa       | Real Cartagena           | Agente libre  |
| Jorge Luis Gómez    | Mediocampista | Universidad Central      | Agente libre  |
| Anthony Matos       | Defensa       | Anzoátegui Fútbol Club   | Agente libre  |
| Ronny Maza          | Delantero     | Persiku Kudus            | Agente libre  |
| Christian Gómez     | Mediocampista | Mineros de Guayana       | Agente libre  |
| David Moreno        | Delantero     | Mineros de Guayana       | Agente libre  |
| Tomás Zamora        | Mediocampista | Anzoátegui Fútbol Club   | Agente libre  |
| Luis David González | Mediocampista | Dynamo Puerto            | Agente libre  |
| Carlos Roca         | Mediocampista | Anzoátegui Fútbol Club   | Agente libre  |
| Yeferson Escudero   | Defensa       | Portuguesa F. C.         | Agente libre  |
| Karim Saab          | Defensa       | Anzoátegui Fútbol Club   | Agente libre  |
| Edwards Pereira     | Mediocampista | Bolívar S.C.             | Agente libre  |
| José Rondón         | Delantero     | Mineros de Guayana       | Agente libre  |
| Michael Maldonado   | Defensa       | Dynamo Puerto            | Agente libre  |
| Dimas Meza          | Mediocampista | Puerto Cabello           | Agente libre  |
| Aldry Contreras     | Delantero     | Fútbol Club Juárez       | Cesión        |
| Eliezer González    | Mediocampista | Dynamo Puerto            | Agente libre  |
| Anderson Cardozo    | Mediocampista | Bandera de Venezuela     | Agente libre  |
| Jonathan Castillo   | Delantero     | Bandera de Venezuela     | Agente libre  |
| Aurelio Domínguez   | Delantero     | Bandera de Colombia      | Agente libre  |
| Saúl Asibe          | Mediocampista | Monagas Sport Club       | Fin de Cesión |
| Héctor Pérez        | Portero       | Bandera de Venezuela     | Agente libre  |
| Víctor López        | Portero       | Bandera de Venezuela     | Agente libre  |
| Gonzalo Verón       | Delantero     | Bandera de Argentina     | Agente libre  |
| José Graterol       | Defensa       | Bandera de Venezuela     | Agente libre  |

## Estadísticas

### Entrenadores
| Técnicos           | Temporada |
| ------------------ | --- |
| Horacio Matuszyck  | Temporada 2009-2010 -2010-2011 |
| Aldo R. Rampini    | Temporada 2011-2012 |
| Hugo Mujica        | Temporada 2012-2013 |
| Gilberto Angelucci | Temporada 2013-2014 |
| José Ciccarelli    | Temporada 2014-2015-Torneo Adecuación 2015-Torneo Apertura 2021-Clausura 2021-Apertura 2022                                                        |
| José Rebolledo     | Temporada 2016 |
| Yoimer Segovia     | Torneo Clausura 2017 |
| Luis Vera          | Torneo Clausura 2012-Clausura 2016-Apertura 2018-Clausura 2018-Torneo Apertura 2019-Torneo Clausura 2019-Torneo Apertura 2020-Torneo Clausura 2020 |
| Osmar Castillo     | Torneo Apertura 2022-Clausura 2022-Apertura 2023-Clausura 2023-Apertura 2024-Clausura 2024-Apertura 2025                                           |
| Adrián Sanchez     | Torneo Clausura 2024 |
| Saúl Maldonado     | Torneo Clausura 2024 |